# نيكي هاريس
نيكي هاريس (بالإنجليزية: Niki Haris)‏ هي راقصة ومغنية أمريكية، ولدت في 17 أبريل 1962.

## وصلات خارجية
- نيكي هاريس على موقع IMDb (الإنجليزية)
- نيكي هاريس على موقع ميوزك برينز (الإنجليزية)
- نيكي هاريس على موقع أول ميوزيك (الإنجليزية)
- نيكي هاريس على موقع أول ميوزيك (الإنجليزية)
- نيكي هاريس على موقع ديسكوغز (الإنجليزية)
- نيكي هاريس على موقع ديسكوغز (الإنجليزية)
- نيكي هاريس على موقع قاعدة بيانات الفيلم (الإنجليزية)